# 東奇納鎮區 (密歇根州)
東奇納鎮區（英語：East China Township）是位於美國密歇根州聖克萊爾縣的一個特設鎮區。

## 地方資料
東奇納鎮區的面積為20.30平方千米，當中陸地面積為17.30平方千米，而水域面積為3.00平方千米。根據2020年美國人口普查的數據，當地共有人口3704人，而人口密度為每平方千米182.46人。